# Aphrodora
Aphrodora је род слановодних морских шкољки из породице Veneridae, тзв, Венерине шкољке.

## Врстре
Према WoRMS
- Aphrodora birtsi (Preston, 1905)
- Aphrodora crocea (Deshayes, 1854)
- Aphrodora hungerfordi (G. B. Sowerby III, 1888)
- Aphrodora kurodai (Matsubara, 2007)
- Aphrodora nipponica (Kuroda & Habe in Kuroda & al., 1971)
- Aphrodora noguchii (Habe, 1958)
- Aphrodora pudicissima (E. A. Smith, 1894)
- Aphrodora pygmaea (G. B. Sowerby III, 1914)
- Aphrodora sewelli (Knudsen, 1967)
- Aphrodora sulcata (Zorina, 1978)
- Aphrodora yerburyi (E. A. Smith, 1891)

- Aphrodora japonica (Kuroda & Kawamoto in Kawamoto & Tanabe, 1956) accepted as Aphrodora kurodai (Matsubara, 2007)